# 준왕
준왕(準王, 재위: 기원전 3세기 초  ~ 기원전 194년)는 단군조선의 마지막 왕이자 마한(韓)의 왕이다. 휘(諱)는 준(準)이다. 기원전 194년에 위만(衛滿)에게 왕위를 빼앗기고 남쪽의 한(韓)으로 망명하여, 한왕(韓王)이 되었다고 한다. 이후의 행적에 관해서는 명확히 기록된 바가 없다.

## 생애
진시황(秦始皇)이 중국을 통일했을 무렵에 즉위하였다. 진(秦)·한(漢) 교체기에 중국에서 망명해오는 유민들을 받아들였으며, 기원전 195년 망명해 온 위만을 박사(博士)로 삼고 서쪽 변방을 지키게 하였다. 기원전 194년 위만이 중국 출신 유민들을 모아 역성혁명을 일으키자 준왕은 측근을 데리고 남쪽으로 피신했다. 그렇게 되어 단군조선은 멸망하고 위만조선이 건국된다.
준왕은 한지(韓地)로 들어가 한왕(韓王)을 자칭했으며, 조선과 서로 왕래하지 않았다. 이후의 생애는 알려진 것이 없다.

## 혈통
《삼국지》에는 준왕을 기자의 40여 세손이라 기록하고 있다. 이는 기자조선(箕子朝鮮) 문제와 함께 많은 논란의 대상이다. 조선 시대에는 준왕을 기자의 후손으로 인정하여 기준(箕準)이라 칭하고 있으나, 근대 이후에는 기자조선의 실존 여부가 부정하는 설이 부각면서 특정한 혈통을 상정하지 않은 채 준왕이라 부르는 것이 일반적이다. 
그러나 조선 말기의 사학자 단재 신채호는 기자가 불조선(番韓, 번한)의 군주가 되었고, 부왕 · 준왕은 기자의 후손으로 불조선의 군주라 주장하기도 하였다.
한국의 일부 사학계는 기자조선의 실체를 부정하나 삼국지에 그가 기자의 후손이라 언급되어 있어 논란의 여지가 있다.

## 가계
- 부왕 : 부왕(否王)
  - 딸 : 태화공주 기씨(泰華公主 箕氏)
  - 사위 : 이알평(李謁平)
    - 외손자 : 이유(李侑)
    - 외증손자 : 이타(李它)[2]

## 준왕이 등장하는 작품
- 《한국사기》(KBS, 2017년~2017년, 배우:강수호

## 마한과의 관계
위만에게 쫓겨난 준왕은 한(韓)의 땅으로 들어가 한왕을 자칭했다고 한다. 《후한서》의 주석에는, 준왕이 마한의 왕을 쳐부수고 한왕이 되어 삼한을 지배했다고 기록되어 있다. 조선 시대에는 기자가 이주한 땅을 금마군(金馬郡, 현재의 익산)으로 보았으며, 익산의 무강왕릉(武康王陵)을 기자의 능이라 하였다. 또한 준왕이 마한의 왕이 되었다고 보았으며(준왕남천설), 이에 따라 마한을 정통으로 보는 사서도 편찬되었다. 이러한 인식 하에 조선 시대에는 준왕에 대한 많은 기록들이 만들어지기도 하였다. 최근에는 준왕의 일파가 진국(辰國)에서 세력을 가지고 있었으며, 마한의 진왕(辰王) 세력에게 패하여 와해된 것으로 보고 있다.

## 서씨의 기원
준왕은 서씨의 기원이라는 기록이 남아 있다. 《동국문헌비고》에 따르면, 기자(箕子)의 40세손이고, 기자조선의 마지막 왕인 준왕이 위만에게 나라를 빼앗기고 뱃길로 남쪽으로 옮겨, 진(辰)나라 북쪽 변방인 지금의 경기도 이천 땅인 서아성(徐阿城) 지방에 자리를 잡음으로써 지명을 따 성씨를 서씨(徐氏)라 하였다고 한다.

## 같이 보기
- 위만조선
- 고조선

## 참고 문헌
- 안정복의 《동사강목》(東史綱目)
- 이덕무의 《앙엽기》(盎葉記) - 국가지식포털 한국고전번역원 - 기자조선 계보
- 이만운의 《기년아람》(紀年兒覽) - 권5 기자조선
- 청주 한씨 중앙종친회 기자조선 왕위 계보